# Řízení (procesní právo)
Řízením neboli procesem (angl. proceedings nebo procedure, něm. Prozeß nebo Verfahren, fr. processus, procès nebo procédure) se v právu nazývá formalizovaný postup, kterým orgán veřejné moci jedná s fyzickými nebo právnickými osobami.
Činnost orgánu veřejné moci je podřízena zásadě zákonnosti, proto musí mít každý jednotlivý procesní úkon podklad v zákoně - libovůle ze strany orgánu veřejné moci je nepřípustná. 

## Úprava řízení procesními předpisy
Jednotlivé druhy řízení upravují komplexní procesní předpisy:
- trestní řád upravuje trestní řízení před orgány činnými v trestním řízení
- občanský soudní řád a zákon o zvláštních řízeních soudních upravuje civilní proces před soudem
- soudní řád správní upravuje řízení před soudem ve správním soudnictví
- správní řád upravuje obecně řízení před správními úřady
- daňový řád (dříve zákon o správě daní a poplatků) upravuje řízení před finančními orgány

Zvláštní (ne však komplexní) doplňující procesní úprava je obsažena i v některých dalších zákonech, například zákoně o přestupcích nebo ve stavebním zákoně, azylovém zákoně apod.
Z principu zákonnosti rovněž vyplývá, že ačkoli v řadě zákonů je výslovně stanoveno, že na určité řízení se nepoužije správní řád, takové ustanovení je protiústavní a zřejmě je nelze aplikovat, neboť vyloučením správního řádu se řízení ocitá bez náležitého procesního podkladu (k tomuto stanovisku se ve své judikatuře přiklonil i Ústavní soud).[zdroj?]
Řízení je zahajováno buď na návrh nebo z (povinné) iniciativy orgánu veřejné moci a vždy končí pravomocným rozhodnutím; jiný způsob skončení řízení není přípustný.[zdroj?]
Další informace o jednotlivých druzích řízení jsou obsaženy u příslušných procesních předpisů.